# 노송지대
노송지대(老松地帶)는 대한민국 경기도 수원시 장안구 지지대비가 있는 지지대고개 정상으로부터 옛 경수간 국도를 따라 노송이 생장하는 약 5km의 지대이다. 조선 정조(1776~1800)가 생부 장헌세자의 원침인 현륭원의 식목관에게 내탕금 1,000량을 하사하여 이곳에 소나무 500주와 능수버들 40주를 심게 하였다고 한다. 현재는 대부분 고사하고 38주 (효행기념관 부근 9주, 삼풍가든 부근 21주, 송정초등학교 부근 8주) 정도의 노송만이 보존되어 있다. 이곳의 소나무는 적송으로 껍질이 붉고 가지 끝에 있는 눈의 색깔도 붉다. 적송은 내륙지방에서 많이 자란다고 해서 육송이라고도 부르는데, 바닷가에서 자라는 해송보다 잎이 연하여 여송(女松)이라 칭하기도 한다. 낙락장송이 울창한 이 자연경관은 정조의 지극한 효성과 사도세자의 슬픔의 역사를 함축하고 있어 길손의 발길을 멈추게 하는 곳이다. 1973년 7월 10일 경기도의 기념물 제19호로 지정되었다.

## 같이 보기
- 지지대비

## 참고 자료
- 노송지대 - 국가유산청 국가유산포털